# Que vénen els russos!
Que venen els russos!  (títol original en anglès: The Russians Are Coming, the Russians Are Coming) és una pel·lícula estatunidenca dirigida per Norman Jewison, estrenada el 1966. Ha estat doblada al català.

## Argument
Un submarí de la marina soviètica naufraga desafortunadament a la costa americana a prop de Gloucester. Es creu llavors en un desembarcament dels russos...

## Repartiment
- Alan Arkin: tinent Rozanov
- Carl Reiner: Walt Whittaker
- Eva Marie Saint: Elspeth Whittaker
- Brian Keith: cap de la policia Link Mattocks
- Jonathan Winters: Norman Jones
- Paul Ford: Fendall Hawkins
- Theodore Bikel: el capità rus
- Tessie O'Shea: Alice Foss
- John Phillip Law: Alexei Kolchin
- Ben Blue: Luther Grilk

## Premis i nominacions

### Premis
- 1967: Globus d'Or a la millor pel·lícula musical o còmica
- 1967: Globus d'Or al millor actor musical o còmic per Alan Arkin

### Nominacions
- 1967: Oscar a la millor pel·lícula
- 1967: Oscar al millor actor per Alan Arkin
- 1967: Oscar al millor guió adaptat per William Rose
- 1967: Oscar al millor muntatge per Hal Ashby, J. Terry Williams
- 1967: Globus d'Or al millor guió per William Rose